# River Dorn
Der River Dorn ist ein Wasserlauf in Oxfordshire, England. Er entsteht nördlich von Dunthrop und fließt in östlicher Richtung. Östlich von Middle Barton mündet der Cockley Brook in ihn und er wendet sich in eine südliche Richtung, in der er bis zu seiner Mündung in den River Glyme östlich von Wootton fließt.